# Вымогательство

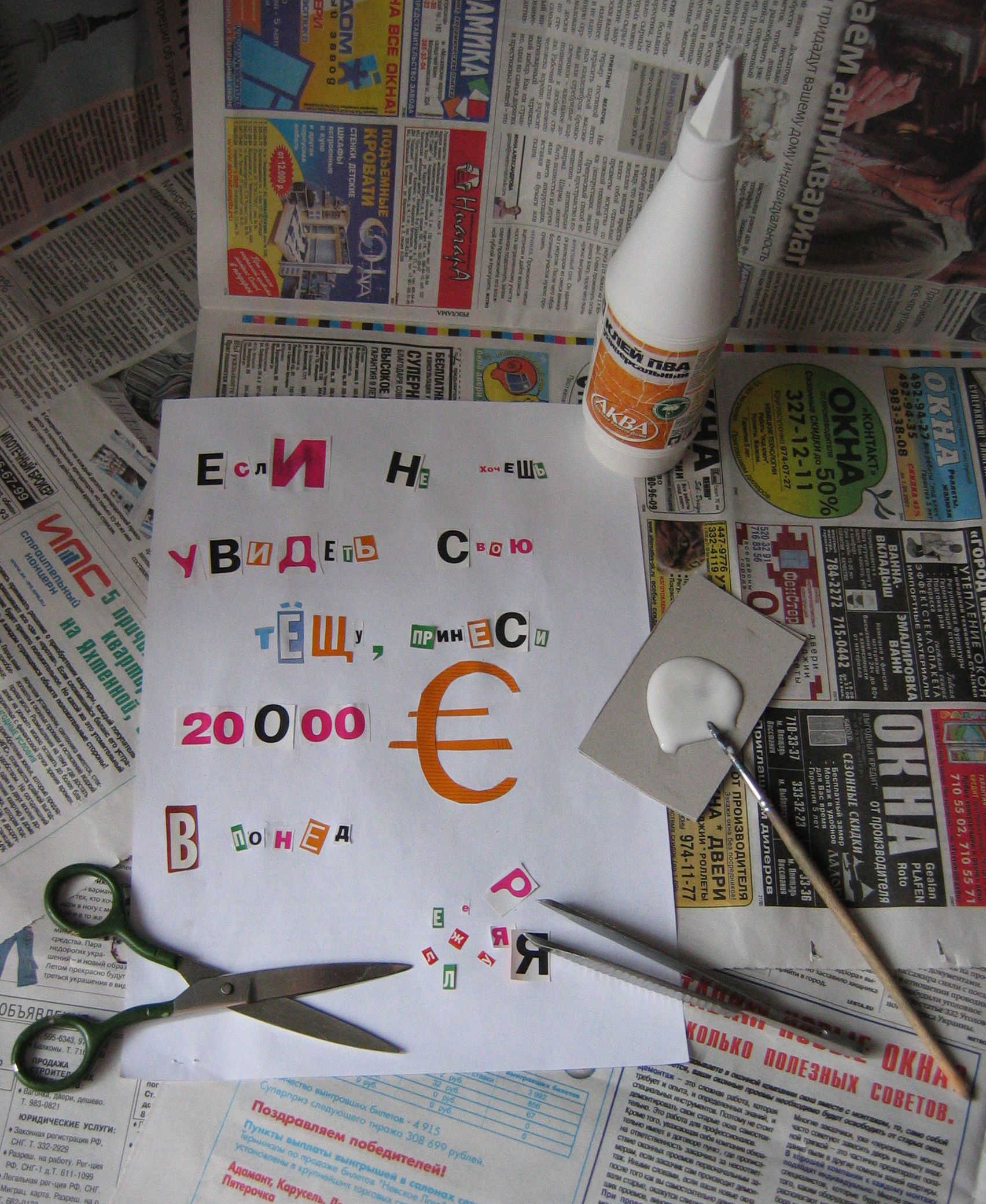
Создание записки с требованием выкупа

Вымогательство — получение противозаконной имущественной выгоды посредством принуждения, воздействия на волю потерпевшего. При этом, преступник не сам лишает потерпевшего владения похищаемою вещью, а заставляет его передать владение ею. Одним из способов вымогательства является шантаж — угроза разоблачения либо распространения позорящих сведений. Обычно шантажист подводит и «загоняет» жертву путём различных манипуляций в патовую ситуацию. Его расчёт чаще всего при этом заключается в том, что последствия являются более тяжёлыми и неприемлемыми, чем выполнение его требований, и тогда шантажируемая сторона может пойти на их выполнение как на меньшее зло или неприятность.
Жертвами вымогателей-одиночек или небольших групп часто становятся случайные лица, выбор жертв при этом основан не на их состоятельности, а на их предполагаемой физической и моральной слабости.
Вымогательство, осуществляемое организованными преступными группировками, обычно предполагает выбор жертв с учётом их материального положения, а также нередко наличие обстоятельств, позволяющих исключить возможность их обращения в правоохранительные органы (так как жертвы сами занимаются незаконной деятельностью). Такие вымогатели обычно требуют не разовых, а постоянных, систематических выплат. При этом, возможен захват заложников из числа родных или близких потерпевшего, а также вывоз самой жертвы в какое-либо укромное место для предъявления ей требований.

## Вымогательство в праве России
Уголовный кодекс Российской Федерации предусматривает различные санкции за вымогательство в зависимости от обстоятельств преступления, в частности, ст. 163 УК РФ включает в себя 3 разных пункта с разными составами и санкциями. Ст. 163 УК РФ определяет вымогательство как требование передачи чужого имущества или права на имущество или совершения других действий имущественного характера под угрозой применения насилия либо уничтожения или повреждения чужого имущества, а равно под угрозой распространения сведений, позорящих потерпевшего или его близких, либо иных сведений, которые могут причинить существенный вред правам или законным интересам потерпевшего или его близких. Привлечение к ответственности за вымогательство начинается с 14 лет.
Вымогательство как квалифицирующий признак убийства входит в п. «з» ч. 2 ст. 105 УК РФ («убийство, совершённое из корыстных побуждений или по найму, а равно сопряжённое с разбоем, вымогательством или бандитизмом»).
Также следует различать вымогательство, предусмотренное ст. 163 УК РФ, от вымогательства взятки, предусмотренного ст. 290 УК РФ.

## Вымогательство в интернете
Кибервымогательство — вымогательство в интернете. Как правило, при таком вымогательстве компания получает сообщение по электронной почте, в котором говорится, что злоумышленники получили конфиденциальную информацию и угрожают выложить её в открытый доступ. Также злоумышленники могут проводить атаки на серверы компании. При этом условием неразглашения информации является перевод денег на указанный счёт.